# Flottille 11F
La flottille 11F est une unité de combat de l'Aéronautique navale française. Héritière des traditions de l'escadrille B102, qui combattit pendant la Première Guerre mondiale, elle est de ce fait considérée comme la plus ancienne unité de chasse de l'aéronavale.
La 11F est équipée depuis septembre 2011 de Dassault Rafale et sa mission principale est l'assaut maritime et terrestre, de jour comme de nuit. La flottille 11F et ses flottilles sœurs, la flottille 12F et la flottille 17F sont les seules unités aéronavales au monde à mettre en œuvre une capacité d'attaque nucléaire dans le cadre de la composante Force Aéronavale Nucléaire (FANu) des forces nucléaires françaises depuis le retrait des missions nucléaires de l'aéronavale américain à la fin de la guerre froide.

## Historique

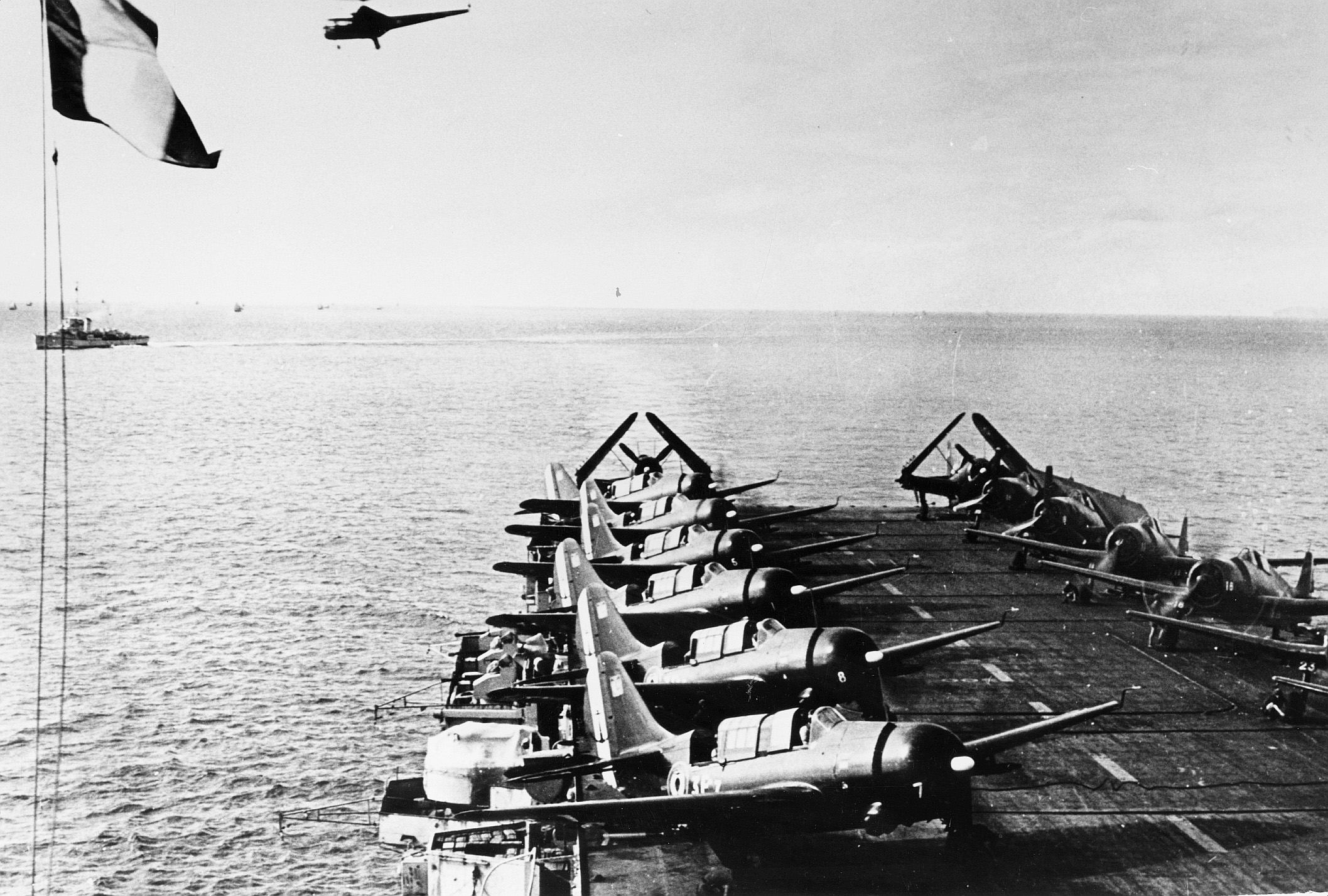
Huit bombardiers en piqué Curtiss SB2C-5 Helldiver(Escadrille 3F) et six chasseurs Grumman F6F-5 Hellcat (Escadrille 1F) sur le pont d'envol du porte-avions français Arromanches (R95) dans le golfe du Tonkin, vers 1951. Un hélicoptère Sikorsky HO3S est en vol.

Un Super Étendard de la flottille 11F durant le Tiger Meet de 2007.

La flottille 11F est officiellement créée le 20 juin 1953 sur la base de la flottille 1F, dont elle reprend les personnels, équipements, missions et traditions. Elle est aussitôt envoyée combattre en Indochine, où elle participe à la défense de Diên Biên Phu.
La flottille reçoit ses premiers avions à réaction (des Aquilon) en avril 1955 et participe à la guerre d'Algérie en 1958 et 1959. Elle sera dissoute une première fois le 17 janvier 1955 et réarmée le 4 avril 1955. Dissoute à nouveau le 18 avril 1962, elle est reconstituée le 1er avril 1963 et passe à l'occasion sur Étendard IVM. Les premiers appontages sur le porte-avions Clemenceau ont lieu en septembre 1963. En mai 1967, la 11F quitte la BAN Hyères Le Palyvestre pour s'installer sur la BAN Landivisiau.
Équipée de Dassault Super-Étendard à partir de septembre 1978, la 11F reçoit alors la mission d'assaut maritime et terrestre, de jour comme de nuit. Ses avions sont armés en particulier de missiles anti-navires AM-39 Exocet, et aptes à l'emport de la bombe nucléaire AN-52. Ils participent à l'opération Olifant au Liban en 1983. En 1989, le missile de croisière ASMP remplace l'AN-52 pour les missions de frappe nucléaire.
La flottille 11F est déployée en Adriatique de janvier 1993 à février 1995 (mission Balbuzard), et participe aux opérations de la FORPRONU en ex-Yougoslavie. À partir de fin 1995, elle reçoit des Super-Étendard modernisés, capables de larguer et de guider des bombes guidées par laser. En 1999, la 11F participe à l'Opération Allied Force en Serbie et au Kosovo, effectuant plus de 400 sorties et traitant 85 objectifs.
De retour en France, la flottille participe (en 2000-2001) aux essais du porte-avions Charles de Gaulle puis à ses premières croisières. Ses Super-Étendard sont à nouveau modernisés, passant au standard 4 puis au standard 5.
Un déploiement en Afghanistan est effectué de février à mai 2007.
Depuis fin 2010, elle commence sa conversion sur Dassault Rafale M. Le lundi 19 septembre 2011, elle devient la deuxième flottille transformée sur cet avion, les SEM étant progressivement transférés à la flottille 17F. Elle dispose à cette date de 19 pilotes, l'objectif étant d'avoir 15 pilotes opérationnels sur Rafale lorsque la dotation prévue de 15 de ces avions sera atteinte au milieu des années 2010.
La flottille 11F est souvent représentée dans la chaîne YouTube " CHASSE EMBARQUEE ", filmée par des GoPro.
En octobre 2017, quatre Dassault Rafale M des flottilles 11F et 12F, sont envoyés sur la base aérienne projetée (BAP) Prince-Hassan en Jordanie, dans le cadre de l'opération Chammal.

## NATO Tiger
La Flottille 11F est membre de la NATO Tiger Association. En effet, bien qu'elle n'ait pas de tigre comme symbole, la 11F ayant été affectée sur le Clemenceau dont le symbole était le tigre, elle en a conservé cet héritage. En 2008, elle accueille le NATO Tiger Meet sur la base d'aéronautique navale de Landivisiau.
Elle participe régulièrement aux éditions quand le calendrier des opérations le permet, et reçoit à Landivisiau le rendez-vous 2017 du Tiger Meet du 05 au 16 juin.

## Bases

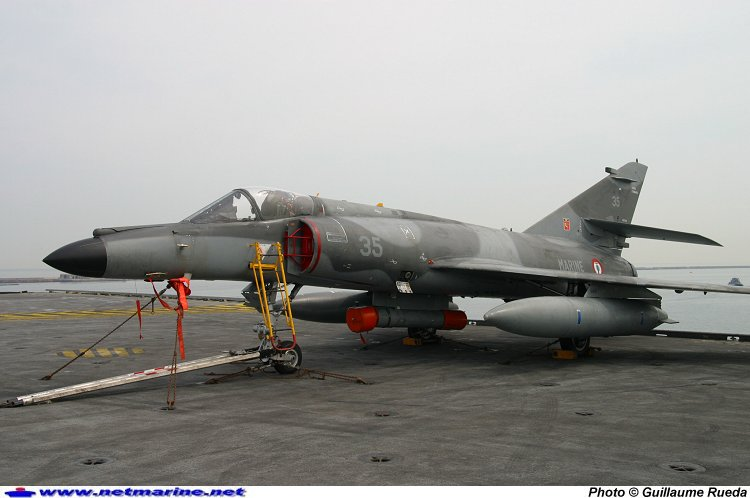
Un Super-Étendard de la 11F

- BAN Hyères Le Palyvestre (juin 1953-février 1957)
- BAN Karouba (mars 1957-janvier 1962)
- BAN Hyères Le Palyvestre (janvier 1962-mai 1967)
- BAN Landivisiau (depuis mai 1967)

## Appareils
- Grumman F6F Hellcat (juin 1953-janvier 1955)
- SNCASE Aquilon (avril 1955-avril 1962)
- Dassault Étendard IVM (avril 1963-septembre 1978)
- Dassault Super-Étendard (depuis septembre 1978)
- Dassault Super-Étendard modernisés (fin 1995 - septembre 2011)
- Dassault Rafale M (depuis septembre 2011)

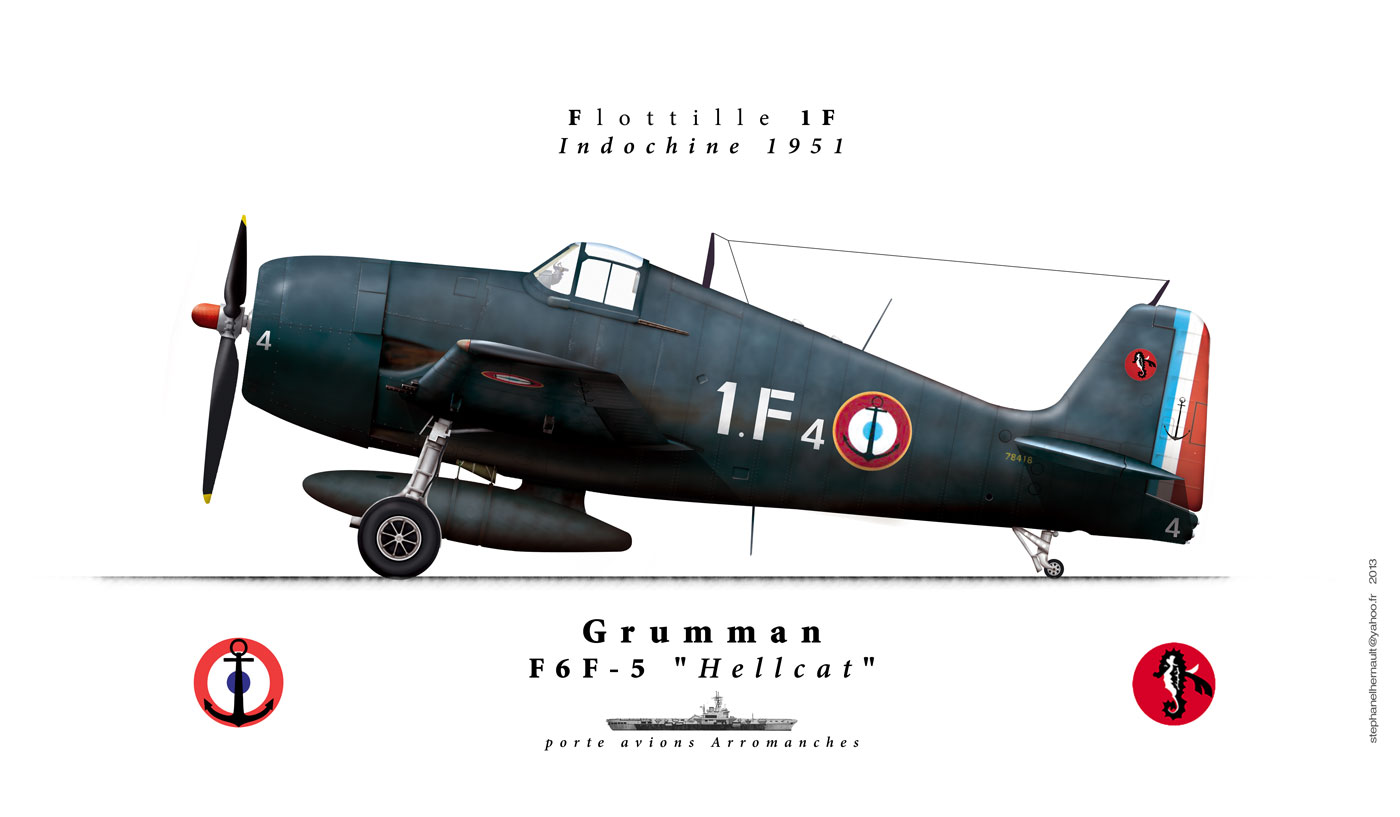
F6F-5 Hellcat

## Dans la littérature
La série de bandes dessinées Missions Kimono, scénarisée par Jean-Yves Brouard et dessinée et coloriée par Francis Nicole, est centrée sur cette unité.